# Comuna Șevcenkivka, Mahdalînivka
Șevcenkivka (în ucraineană Шевченківка) este o comună în raionul Mahdalînivka, regiunea Dnipropetrovsk, Ucraina, formată din satele Ievdokiivka, Șevcenkivka (reședința) și Tarasivka.

## Demografie
Componența lingvistică a satului Șevcenkivka
     Ucraineană (92,41%)
     Rusă (5,27%)
     Alte limbi (0,21%)
Conform recensământului din 2001, majoritatea populației satului Șevcenkivka era vorbitoare de ucraineană (92,41%), existând în minoritate și vorbitori de rusă (5,27%) și armeană (1,9%).